# Лютово (Сербія)
Лютово (серб. Љутово) — село в Сербії, належить до общини Суботиця Північно-Бацького округу в багатоетнічному, автономному краю Воєводина.

## Населення
Населення села становить 1189 осіб (2002, перепис), з них:
- бунєвці — 379 — 32,09%;
- хорвати — 308 — 26,07%;
- мадяри — 162 — 13,71%;
- югослави — 109 — 9,22%;

Решту жителів  — з різних етносів, зокрема: чорногорці, румуни, німці і кілька русинів-українців.